# Ioan Munteanu (senator)
Ioan Munteanu (n. 9 martie 1932

) este un fost senator român în legislatura 1990-1992 ales în județul Giurgiu pe listele partidului FSN. În cadrul activității sale parlamentare, Ion Munteanu a fost membru în grupurile parlamentare de prietenie cu Repblica Bulgaria, Republica Franceză-Senat, Republica Italiană și Republica Portugheză. 